# Onthophagus bicallosus
Onthophagus bicallosus là một loài bọ cánh cứng trong họ Bọ hung (Scarabaeidae).